# Pilchowice (gmina)
Pour les articles homonymes, voir Pilchowice (homonymie).
La gmina de Pilchowice est une commune rurale polonaise de la voïvodie de Silésie et du powiat de Gliwice. Elle s'étend sur 67,51 km2 et comptait 10 265 habitants en 2006. Son siège est le village de Pilchowice qui se situe à environ 11 kilomètres au sud-ouest de Gliwice et à 32 kilomètres à l'ouest de Katowice.

## Villages
La commune de Pilchowice comprend les villages et lieux-dits de Kuźnia Nieborowska, Leboszowice, Nieborowice, Pilchowice, Stanica, Wilcza et Żernica.

## Villes et communes voisines
La commune de Pilchowice est voisine des villes de Gliwice, Knurów et Rybnik, et des communes de Czerwionka-Leszczyny, Kuźnia Raciborska et Sośnicowice.